# حديقة النبي
حديقة النبي هو كتاب لجبران خليل جبران، تناول فيه علاقة الإنسان بالطبيعة وعلاقة الإنسان بالله في «موت النبي»، وكان عليه أن يهيئ نفسه لهذه المحاولة الكبيرة، على أنه مات قبل أن يصدر كتابه «موت النبي» فكان موته هو الكتاب الذي أراد أن يحدد به علاقة الإنسان بالله.

## وصلات خارجية
- آراء القراء على موقع goodreads حول حديقة النبي